# Bérenx
Bérenx är en kommun i departementet Pyrénées-Atlantiques i regionen Nouvelle-Aquitaine i sydvästra Frankrike. Kommunen ligger i kantonen Salies-de-Béarn som tillhör arrondissementet Pau. År 2022 hade Bérenx 423 invånare.

## Befolkningsutveckling
Antalet invånare i kommunen Bérenx
| Referens: INSEE |